# David Zajas
David Zajas (* 1. Mai 1983 in Arnsberg) ist ein ehemaliger deutscher Fußballspieler und heutiger Fußballtrainer.

## Karriere
Der defensive Mittelfeldspieler mit polnischen Wurzeln begann in der Jugend von SuS Hüsten 09 mit dem Fußballspielen und wechselte später zur TuS Sundern. Zur Saison 1998/99 wechselte Zajas zum VfL Bochum, für den er bis 2009 spielte. Meist stand er im Kader der zweiten Mannschaft des VfL. Zwischen 2002 und 2004 gehörte er zwei Spielzeiten lang dem Profikader der Bochumer an und kam auf einen Einsatz in der Bundesliga; am 17. Mai 2003 wurde er im Spiel gegen den Hamburger SV in der 79. Minute eingewechselt. Es blieb sein einziges im Profifußball. In der Saison 2007/08 stand Zajas erneut im Profikader der Bochumer. Für die VfL-Reservemannschaft bestritt er über 200 Oberliga- und Regionalligaspiele.
Im Sommer 2009 wechselte er zur SSVg Velbert. In der Winterpause 2009/10 schloss er sich dem Tabellenführer der Mittelrheinliga, dem FC Wegberg-Beeck, an. Nach dem Aufstieg in die NRW-Liga und dem erneuten Rückzug des FC Wegberg-Beeck in die Mittelrheinliga zog es Zajas zum 1. Juli 2011 zur SG Wattenscheid 09. In der Saison 2011/12 fungierte der B-Lizenz-Inhaber als spielender Co-Trainer. Er löste damit den zurückgetretenen Markus Braasch ab, der aufgrund beruflicher Verpflichtungen nicht mehr als Assistenztrainer von 09-Coach André Pawlak zur Verfügung stand. Zajas führte die SG Wattenscheid 09 als Mannschaftskapitän zur Meisterschaft der Westfalenliga, womit der ehemalige Bundesligist in die Oberliga Westfalen aufstieg. Er verlängerte im März 2012 bereits seinen im Sommer auslaufenden Vertrag um ein weiteres Jahr. Auch in der Saison 2012/13 war er Kapitän der SG. Als Aufsteiger stieg die SG Wattenscheid als Tabellenzweiter der Oberliga hinter dem SV Lippstadt 08 in die Regionalliga West auf. Im Zuge der Aufstiegsfeierlichkeiten verlängerte Zajas seine Vertragslaufzeit bis zum 30. Juni 2014.
Nach dem Vertragsende 2014 kehrte er zum VfL Bochum zurück. Die zweite Mannschaft des VfL wurde mit Abschluss der Saison 2014/15 aufgelöst und Zajas musste sich einen neuen Verein suchen. Er schloss sich dem Bochumer Bezirksligisten SV Höntrop an. Von Juli 2017 bis Juni 2019 war Zajas als Trainer für die DJK TuS Hordel in der Westfalenliga tätig. Nach einer Zwischenstation bei der U–19 des Wuppertaler SV, wurde Zajas im Oktober 2021 Cheftrainer bei Westfalia Herne.